# Хоскин, Алиша
Алиша Хоскин (англ. Alicia Hoskin; род. 6 февраля 2000, Гисборн) — новозеландская гребчиха на байдарках, двукратная олимпийская чемпионка 2024 года, чемпионка мира 2023 года. Участница летних Олимпийских игр 2020 и 2024 годов.

## Биография
Алиша родилась и выросла в Гисборне, посещала старшую школу для девочек, где была старостой. Являлась членом клуба байдарочников «Poverty Bay Kayak Club», где её тренировала олимпийская чемпионка 1984 года по гребле на байдарках и каноэ Лиз Томпсон. Проходила обучение в университете Мэсси, изучая развитие спорта.
Хоскин была отобрана для участия в юниорском чемпионате мира по гребле на байдарках и каноэ в 2017 году, но при проведении тщательного медицинского осмотра, кардиологические тесты выявили синдром Вольфа-Паркинсона-Уайта, который присутствует с рождения ребёнка и может вызывать учащенное сердцебиение и даже сердечную недостаточность. Хоскин потребовалась абляция сердца — процедура, при которой повреждаются ткани сердца, чтобы блокировать аномальные электрические сигналы. После операции на сердце Хоскин захотела продолжить выступать на международном уровне и переехал в Окленд, чтобы тренироваться с новозеландской командой по гребле на байдарках и каноэ.

## Карьера
В июне 2021 года Хоскин была одной из четырёх женщин-гребчих, отобранных в сборную Новой Зеландии для участия в Летних олимпийских играх 2020 года в Токио. Там четвёрка-байдарочниц заняла итоговое 14-е место.
На чемпионате мира по гребле на байдарках и каноэ 2023 года в Дуйсбурге Хоскин завоевала золотую медаль на дистанции 500 метров в четвёрках. Это была историческая победа для Новой Зеландии и всего гребного спорта, поскольку впервые титул чемпиона мира на дистанции в четвёрках был завоеван страной, не входящей в число традиционных европейских лидеров.
На летних Олимпийских играх 2024 года в Париже новозеландская спортсменка, ведомая лидером команды Лизой Кэррингтон, завоевала две золотые олимпийские медали: в байдарках-двойках на дистанции 500 метров и в байдарках-четвёрках на дистанции 500 метров.